# Tjerkasyborgen
Tjerkasyborgen (ukrainsk:Черкаський замок) er en tidligare middelalderlig træborg i Ukraine bygget som et forsvar mod fjender fra Den Gyldne Horde og senere mod tyrker og krimtatarer. Byen Tjerkasy voksede frem omkring borgen.
Borgen blev erstattet af et slot 1549. Spor efter borgen og slottet findes ikke længere. På pladsen findes i dag et stort monument fra 1975 over sejren i den Store Fædrelandskrig.